# Пятихатская городская община
Пятихатская городская территориальная община (укр. П'ятихатська міська територіальна громада) — территориальная община в Каменском районе Днепропетровской области Украины. Административный центр — город Пятихатки.
Площадь общины — 531,8 км², население — 26 330 человек (2020).
Образована 25 октября 2020 путем объединения Пятихатского городского совета, Богдано-Надеждовского, Виноградовского, Желтянского, Зорянского, Ивашиновского, Пальмиривского сельских советов Пятихатского района.

## Населённые пункты
В состав общества входят 1 город (Пятихатки), 25 сёл: Богдано-Надеждовка, Калиновка, Культура Миролюбовка, Полтаво-Боголюбовка, Виноградовка, Запорожье Сухановка, Чистополь, Жёлтое, Зеленый Луг, Касиновка, Осыковатое, Петровка, Ивашиновка, Красная Воля, Пальмировка, Весёлый Подол, Дмитровка, Желтоалександровка, Красный Луг, Нововасилевка, Новозалесье, Ровеньки и Трудолюбовка; и 5 посёлков: Мирное, Зелёное, Заря, Авангард и Вершинное.